# Rosenminivett
Rosenminivett (Pericrocotus roseus) är en asiatisk fågel i familjen gråfåglar inom ordningen tättingar.

## Utseende
Rosenminivetten är en 20 cm lång minivett med vitaktig strupe. Hanen har gråbrun ovansida med rosenrött inslag på armpennorna, tertialkanterna och yttre stjärtpennorna. Den är vidare skär på bröst och buk, likaså på övergumpen, medan strupen är vit. Honan har istället gult på vingen och stjärtkanterna, med ljusgul undersida och olivgul övergump.

## Utbredning och systematik
Rosenminivetten förekommer från Himalaya (Afghanistan till sydvästra Kina, Myanmar och norra Indien) tukk södra Kina, Myanmar och nordvästra Vietnam. Den behandlas som monotypisk, det vill säga att den inte delas in i några underarter. Tidigare behandlades brungumpad minivett som en underart till rosenminivetten.

## Status och hot
Arten har ett stort utbredningsområde och en stor population, men tros minska i antal, dock inte tillräckligt kraftigt för att den ska betraktas som hotad. Internationella naturvårdsunionen IUCN kategoriserar därför arten som livskraftig (LC).